# Rafael Amaranto
Rafael Amaranto Castillo (Coina, 22 de octubre de 1935) es un guitarrista peruano. 
Ha sido director musical, productor, maestro de canto y arreglista de reconocidos intérpretes, tales como Chabuca Granda, Lucha Reyes, Jesús Vásquez, Arturo "Zambo" Cavero, y Eva Ayllón, entre otros. Asimismo, ha incursionado en diversos géneros musicales con marcado éxito.
César Miró alguna vez comentó: 

"La guitarra es en el Perú, uno de los más accesibles elementos de comunicación...Y entre esos virtuosos ejecutantes de la guitarra peruana, ubicamos en primera fila a Rafael Amaranto".

## Biografía
Rafael Amaranto nació en el sector de la Fundición de Coina, el 22 de octubre de 1935 del matrimonio de Filiberto Amaranto y Doña Mercedes Castillo. A los 10 años le pidió a su madre que le comprara una guitarra. A los 17 años conformó su primer trío, Los Porteños, con el que obtuvo el primer puesto en un concurso musical organizado por el conjunto Los Panchos. En 1959, formó Los Caciques junto con Óscar Bromley y Félix Casareto, con quienes alcanzó una resonancia nacional con canciones como "No me olvides", "Paula Rosa", y "Recuerdos de Amor", entre otros.
Durante 30 años fue la primera guitarra de la disquera Sono Radio, tiempo en el que creó magistrales introducciones musicales. Acompañó a grandes cantantes en canciones como: "Una carta al cielo" y "Propiedad privada", de Lucha Reyes; "Clavel marchito", de Jesús Vásquez; "Mal paso", de Eva Ayllón; además de canciones de Chabuca Granda, Alicia Maguiña y Luis Abanto Morales.
En 2010 sufrió un accidente cerebro vascular (ACV) que le dejó una afasia, que afectó su capacidad de expresarse pero no así la de tocar la guitarra.